# Владимировка (Гордеевский район)
Владимировка — посёлок в Гордеевском районе Брянской области, в составе Петровобудского сельского поселения. Расположен в 3 км к северу от села Смяльч. Население — 16 человек (2010).

## История
Упоминается с 1920-х гг. До 1940 года являлся центром Владимировского сельсовета, в 1940—2005 гг. входил в Смяльчский сельсовет.
| Годы      | 1926 | 1979 | 1989 | 2002 | 2010 |
| --------- | ---- | ---- | ---- | ---- | ---- |
| Население | 117  | 62   | 39   | 32   | 16   |